# كاشريس صغير الثمار
الكاشريس صغير الثمار (باللاتينية: Cachrys microcarpa) نوع نباتي ينتمي إلى جنس الكاشريس من الفصيلة الخيمية.

## البيئة والانتشار
موطن هذا النوع بلاد الشام وتركيا والقوقاز.

## مرادفات للاسم العلمي
- (باللاتينية: Bilacunaria microcarpa (M. Bieb.) Pimenov & V. N. Tikhom.)
- (باللاتينية: Hippomarathrum microcarpum (M. Bieb.) B. Fedtsh.)
- (باللاتينية: Cachrys crispa Pers.)
- (باللاتينية: Hippomarathrum crispum (Pers.) W. D. J. Koch)